# Kypello Ellados 1955-1956
La Coppa di Grecia 1955-1956 è stata la 14ª edizione del torneo. La competizione è terminata il 24 luglio 1956. L'AEK Atene ha vinto il trofeo per la quinta volta, battendo in finale l'Olympiacos.

## Quarti di finale
| Squadra 1      | Risultato   | Squadra 2       |
| -------------- | ----------- | --------------- |
| Olympiacos     | 4 – 0       | Nikī Volo       |
| Panathīnaïkos  | 1 – 0       | Apollōn Smyrnīs |
| AEK Atene      | 2 – 1       | Paniōnios       |
| Arīs Salonicco | 1 – 1 (dts) | Īraklīs         |

Rigiocata
| Squadra 1 | Risultato | Squadra 2      |
| --------- | --------- | -------------- |
| Īraklīs   | 1 – 2     | Arīs Salonicco |

## Semifinali
| Squadra 1      | Risultato | Squadra 2     |
| -------------- | --------- | ------------- |
| Arīs Salonicco | 0 – 3     | Olympiacos    |
| AEK Atene      | 2 – 1     | Panathīnaïkos |

## Finale
| Arbitro: | Gino Rigato ( Italia) |

|                           |           |             |
| Chaniotis 22’ Kanakīs 67’ | Marcatori | 26’ Darivas |